# Синтетичен елемент
В химията синтетичен елемент или изкуствен елемент е химичен елемент, който не може да бъде намерен в природата, а единствено може да бъде създаден по изкуствен път. Създадени са 24 такива синтетични елемента – това са елементите с атомни номера 95 – 118. Всички те са нестабилни и се разпадат. Периодите им на полуразпад са от 15,6 милиона години, до едва няколкостотин микросекунди.
Други седем елемента са били получени по изкуствен начин и са били смятани за изкуствени, но по-късно са открити и в природата, макар и някои от тях да са в много малки количества. Сред тях е плутоният, открит през 1940 г. Той е най-известният представител, поради употребата му за направа на ядрени оръжия и като гориво в ядрените реактори.

## Свойства
Синтетичните елементи са радиоактивни и се разпадат бързо до по-леки и стабилни елементи. Те са с толкова кратък период на полуразпад спрямо възрастта на Земята (4,6 милиарда години), че всичките им атоми отдавна са се разпаднали. Атоми на синтетични елементи се срещат на Земята само като продукт на тестове с атомни бомби или експерименти с ядрени реактори и ускорители на частици, както и при термоядрен синтез или неутронно поглъщане.
Атомната маса на естествените елементи се изчислява, като се осреднят масите на наличните изотопи на дадения елемент в земната кора и атмосферата, докато за синтетичните елементи това правило няма приложение. Тяхната маса се изчислява, като се съберат масите на неутроните и протоните на изотопа с най-дълъг период на полуразпад. Масата на синтетичните елементи се отбелязва в скоби.

## История
Първият елемент, открит чрез синтез, е технецият. Откритието му запълнило празнината в периодичната система. Изотопът на технеция с най-дълъг период на полуразпад е 98Тс – 4,2 милиона години. От момента на възникване на Земята до момента на откритие не е останал нито един технециев атом. Само минимални количества от него се срещат в земната кора като продукт на спонтанно делене или неутронно поглъщане в молибденовите руди. Технецият се среща в червените гиганти вследствие на термоядрен синтез.
Първият открит синтетичен елемент е кюрий. Получен е през 1944 от Глен Сиборг, Ралф Джеймс и Алберт Гиорсо чрез бомбардиране на плутоний с алфа-частици. Малко след това са открити и америций, берклий и калифорний. Айнщайният и фермият са били открити от екип учени, водени от Алберт Гиорсо, през 1952 г., докато са изучавали радиоактивните останки при детонацията на първата водородна бомба. Откритите изотопи са 253Es и 255Fm с период на полуразпад – 20,5 дена и 20 часа, респективно.
Няколко години по-късно са открити и менделевий, нобелий и лоуренсий. По време на Студената война СССР и САЩ поотделно са открили елементите ръдърфордий и дубний. Наименоването и признанието на откритието на тези елементи дълго време се е оспорвало, но през 1992 г. IUPAC признава и двете открития като споделени между двете страни.
Елементите с номера, по-големи от 99, нямат употреба извън научните среди поради това, че са с много малки периоди на полуразпад и са силно радиоактивни.

## Списък на синтетичните елементи
Изброените в този списък елементи не се срещат в природата. Всичките са трансуранови елементи и са с атомни номера, по-големи от 94.
| Име на елемента | Химичен символ | Атомен номер | Открит през |
| --------------- | -------------- | ------------ | ----------- |
| Америций        | Am             | 95           | 1944        |
| Кюрий           | Cm             | 96           | 1944        |
| Берклий         | Bk             | 97           | 1949        |
| Калифорний      | Cf             | 98           | 1950        |
| Айнщайний       | Es             | 99           | 1952        |
| Фермий          | Fm             | 100          | 1952        |
| Менделевий      | Md             | 101          | 1955        |
| Нобелий         | No             | 102          | 1966        |
| Лоуренсий       | Lr             | 103          | 1971        |
| Ръдърфордий     | Rf             | 104          | 1966        |
| Дубний          | Db             | 105          | 1968        |
| Сиборгий        | Sg             | 106          | 1974        |
| Борий           | Bh             | 107          | 1981        |
| Хасий           | Hs             | 108          | 1984        |
| Майтнерий       | Mt             | 109          | 1982        |
| Дармщатий       | Ds             | 110          | 1994        |
| Рьонтгений      | Rg             | 111          | 1994        |
| Коперниций      | Cn             | 112          | 1996        |
| Нихоний         | Nh             | 113          | 2004        |
| Флеровий        | Fl             | 114          | 2004        |
| Московий        | Mc             | 115          | 2010        |
| Ливерморий      | Lv             | 116          | 2004        |
| Тенесин         | Ts             | 117          | 2010        |
| Оганесон        | Og             | 118          | 2006        |

### Други елементи, които са получени, чрез синтез
Всички елементи с атомни номера от 1 до 94 се срещат в природата като дъщерни продукти във веригите на разпад на тория и урана. За използване и практически цели те са получавани чрез синтез. С изключение на полония, радона, актиния и протактиния всички останали са открити първо по синтетичен път, преди да бъдат открити и в природата.
| Име на елемента | Химичен символ | Атомен номер | Открит през |
| --------------- | -------------- | ------------ | ----------- |
| Технеций        | Tc             | 43           | 1936        |
| Прометий        | Pm             | 61           | 1945        |
| Полоний         | Po             | 84           | 1898        |
| Астат           | At             | 85           | 1940        |
| Франций         | Fr             | 87           | 1939        |
| Актиний         | Ac             | 89           | 1902        |
| Протактиний     | Pa             | 91           | 1913        |
| Нептуний        | Np             | 93           | 1940        |
| Плутоний        | Pu             | 94           | 1940        |